# Gilbert Coutaz

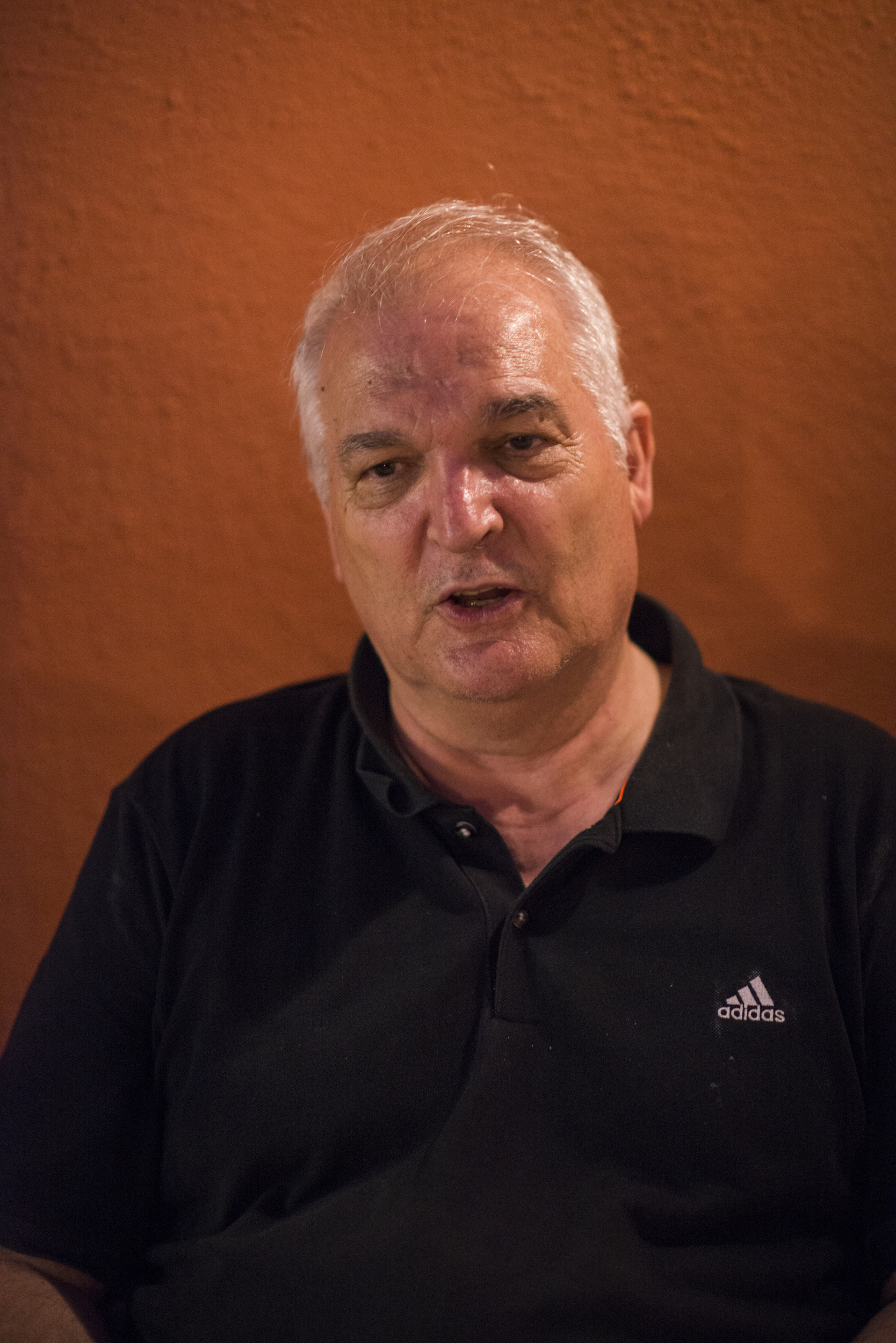
Gilbert Coutaz (2018)

Gilbert Coutaz (* 11. Februar 1954 in Saint-Maurice) ist ein Schweizer Historiker und Archivar.

## Leben
Gilbert Coutaz besuchte die Mittelschule im Lycée-collège de l’Abbaye de Saint-Maurice und studierte Geschichte an der Universität Lausanne und am Institut für Österreichische Geschichtsforschung in Wien. Von 1981 bis 1995 war er Archivar der Stadt Lausanne und von 1995 bis 2019 leitete er als Nachfolger von Jean-Pierre Chapuisat das Staatsarchiv des Kantons Waadt. In dieser Zeit führte das Archiv zur Erschliessung seiner gesamten Findmittel die Informatikplattform Davel ein.
Er war als Forscher zur älteren Geschichte der Westschweiz aktiv und engagierte sich in kantonalen, schweizerischen und internationalen wissenschaftlichen Organisationen wie etwa dem Historischen Lexikon der Schweiz, der Helvetia Sacra, der Société d’histoire de la Suisse romande, dem Kulturgüterschutz in der Schweiz, der Fondation Jean-Monnet pour l’Europe, dem Internationalen Archivrat und Memoriav.
Er ist seit 2019 Ehrenmitglied des Vereins Schweizerischer Archivarinnen und Archivare und seit 2020 der Société vaudoise d’histoire et d’archéologie, die er von 2000 bis 2002 als Präsident leitete.

## Werke (Auswahl)
- La ville de St-Maurice d’Agaune avant la Grande Peste, étude d’histoire sociale d'après la liste des contribuables de 1303. Avec une étude linguistique du mot exeva(-na) par Maurice Casanova. In: Vallesia, 34, 1979, S. 175–278.
- Histoire des Archives de la Ville de Lausanne des origines à aujourd'hui (1401–1986). Lausanne 1986.
- (mit Germain Hausmann und Brigitte Degler-Spengler): Les chanoines réguliers de Saint-Augustin en Valais, le Grand-Saint-Bernard, Saint-Maurice d’Agaune, les prieurés valaisans d’Abondance. Helvetia sacra. Basel Frankfurt am Main 1997.
- Archivpraxis in der Schweiz. Pratiques archivistiques en Suisse. Hier und Jetzt, Verlag für Kultur und Geschichte. Baden 2007.
- Archives en Suisse. Conserver à l'ère numérique, Lausanne: Presses polytechniques et universitaires romandes, 2016. (Coll. Le Savoir suisse, Opinion).

| Personendaten    | Personendaten                     |
| ---------------- | --------------------------------- |
| NAME             | Coutaz, Gilbert                   |
| KURZBESCHREIBUNG | Schweizer Historiker und Archivar |
| GEBURTSDATUM     | 11. Februar 1954                  |
| GEBURTSORT       | Saint-Maurice VS                  |